# Neu! (Album)
Neu! ist das Debütalbum der einflussreichen Krautrock-Band Neu! aus dem Jahr 1972.

## Entstehungsgeschichte
Nachdem Klaus Dinger und Michael Rother die Gruppe Kraftwerk verlassen hatten, gründeten sie die Band Neu!. Sie setzten ihre Zusammenarbeit mit Conny Plank, der die ersten Alben von Kraftwerk produzierte, fort und nahmen ihr erstes Album auf. Alle Instrumente wurden von Rother und Dinger gespielt.
Das Debütalbum wurde im Dezember 1971 in den Windrose-Dumont-Time Studios in Hamburg innerhalb von vier Tagen aufgenommen und dann innerhalb einer Woche abgemischt im Star-Musik Studio. Als Toningenieur der Aufnahmen fungierte Plank. Im März 1972 wurde das Erstlingswerk veröffentlicht.

## Veröffentlichung
Die auf Krautrock spezialisierte Plattenfirma Brain brachte Neu! 1972 als Langspielplatte und Kompaktkassette auf den Markt. In den USA wurde es von dem kleinen Indie-Label Billingsgate Records veröffentlicht, den Vertrieb im Vereinigten Königreich übernahm United Artists Records.
2001 wurde das Album als LP und CD von Grönland Records wiederveröffentlicht. In den USA erfolgte der Re-Release über das Label Astralwerks.
Für den 23. September 2022 kündigte Grönland Records eine Neuveröffentlichung als Teil eines Boxsets anlässlich des 50. Jubiläums an, welches auch Remix-Versionen der Albumtracks von bekannten Musikern und Bands enthalten soll.

## Zu einzelnen Titeln

### Seite 1
Die Platte beginnt mit dem zehnminütigen Stück Hallogallo, eines der berühmtesten und bekanntesten der Gruppe. Kennzeichnend waren Dingers mechanischer Trommelrhythmus und Rothers Gitarrenspiel mit simplen E-Gitarrenvariationen in einem einfachen E-Dur-Akkord, verstärkt durch Hall und Echoplex oder Rückwärtsspiel über die ganze Länge des Titels hinweg.
Das Stück war nicht komponiert worden, sondern entstand im Studio spontan, es "passierte einfach". Als sich ein Gitarrenfeedback ergab, das zu den typisch langen Tönen führte, spielte Rother frei. Auf Anregung von Plank wurde die aufgezeichnete Spur dann rückwärts abgespielt, während Rother eine neue Spur einspielte, die wieder umgedreht wurde etc.

### Seite 2
Der zweite Titel der zweiten Seite, Negativland, ist ebenso einer der bekanntesten Titel. Er klingt sehr hart, mechanisch und industriell; wie Hallogallo ist dieses Stück ein typischer Vertreter der Motorik.
Der letzte Titel des Albums, Lieber Honig, ist der experimentellste des Albums; hier ist auch die ächzende Stimme Dingers zu hören.

## Wirkung
Die Motorik, wie sie vor allem bei den Titeln Hallogallo und Negativland hervortritt, beeinflusste viele Künstler, z. B. David Bowie für seine sogenannte Berlin-Trilogie, zu der die Alben Low und Heroes gehören. Das Stück Hallogallo wurde sehr häufig in der Radiosendung des englischen Radio-1-DJs John Peel gespielt, worin die Bekanntheit mit begründet liegt.
Julian Cope sagte über Hallogallo, "es gibt keine Melodie. Es gibt keine Gesangsstimme. Es gibt nichts, was einem sagt, wo man sich in diesem nahtlosen Korridor ohne Ende befindet. Hätten sich Neu! gleich nach dem ersten Stück ihrer ersten LP aufgelöst, hätten sie immer noch den Rock 'n' Roll verändert."
Pitchfork wählte Neu! auf Platz 25 der 100 besten Alben der 1970er Jahre.
Die deutsche Zeitschrift Musikexpress führt es auf Platz 5 der 100 besten Alben aus Deutschland.
Neu! wurde in die 1001 Albums You Must Hear Before You Die aufgenommen.

## Titelliste
Alle Stücke wurden von Dinger und Rother komponiert.
| Seite 1 1. Hallogallo – 10:07 2. Sonderangebot – 4:51 3. Weissensee – 6:46 Laufzeit: 21:45 | Seite 2 1. Im Glück – 6:53 2. Negativland – 9:47 3. Lieber Honig – 6:18 Laufzeit: 22:58 |

### Musikbeispiele
- Neu! Hallogallo auf YouTube
- Neu! Weissensee auf YouTube
- Neu! Negativland auf YouTube